# Trenton, Texas
Trenton är en ort i Fannin County i delstaten Texas, USA.